# Crateri di Puck
Segue una lista dei crateri d'impatto presenti sulla superficie di Puck. La nomenclatura di Puck è regolata dall'Unione Astronomica Internazionale; la lista contiene solo formazioni esogeologiche ufficialmente riconosciute da tale istituzione.
I crateri di Puck portano i nomi di spiriti malevoli ed ingannatori, simili a Puck, presenti nel folklore di varie culture.
Puck è stato finora raggiunto unicamente dalla sonda Voyager 2. I dati raccolti durante il sorvolo ravvicinato non sono stati sufficienti a determinare coordinate e dimensioni delle caratteristiche superficiali per cui l'IAU identifica le caratteristiche tramite mappe fotografiche in attesa che ulteriori missioni forniscano dati più precisi.

## Prospetto
| Cratere | Eponimo                                | Latitudine | Longitudine | Diametro |
| ------- | -------------------------------------- | ---------- | ----------- | -------- |
| Bogle   | Bogle - Spirito del folklore scozzese. | n.d.       | n.d.        | n.d.     |
| Butz    | Butz - Spirito del folklore tedesco.   | n.d.       | n.d.        | n.d.     |
| Lob     | Lob - Spirito del folklore inglese.    | n.d.       | n.d.        | n.d.     |